# Dempsey Wilson
Dempsey Wilson (n. 11 martie 1927, Los Angeles, California – d. 23 aprilie 1971, Los Angeles, California) a fost un pilot de curse auto american care a evoluat în Campionatul Mondial de Formula 1 în 1958 și 1960.